# Staurotheca densa
Staurotheca densa är en nässeldjursart som beskrevs av Peña-Cantero och Vervoort 2003. Staurotheca densa ingår i släktet Staurotheca och familjen Sertulariidae.
Artens utbredningsområde är Södra Ishavet. Inga underarter finns listade i Catalogue of Life.